# Escot
Escot (en occitano Escòt, en euskera Azkota) es una población y comuna francesa, en la región de Aquitania, departamento de Pirineos Atlánticos, en el distrito de Oloron-Sainte-Marie y cantón de Accous.

## Demografía
| 660 | 571 | 674 | 781 | 760 | 812 | 769 | 688 | 750 | 750 | 705 | 664 | 590 | 577 | 555 | 523 | 510 | 514 | 508 | 466 | 379 | 363 | 328 | 289 | 224 | 216 | 209 | 150 | 130 | 126 | 122 | 105 | 124 |
| Para los censos de 1962 a 1999 la población legal corresponde a la población sin duplicidades (Fuente: INSEE [Consultar]) |     |     |     |     |     |     |     |     |     |     |     |     |     |     |     |     |     |     |     |     |     |     |     |     |     |     |     |     |     |     |     |     |

## Economía
La economía del municipio se basa principalmente en la actividad agrícola y ganadera, así como también en la explotación forestal.